# Гелюс, Феликс Константинович
Феликс Константинович Гелюс (26 января 1957, Хабаровск, РСФСР — 12 января 2015, Московская область, Российская Федерация) — советский и российский тренер по боксу, заслуженный тренер России (2012).

## Биография
Начал заниматься боксом в 1974 году. Первый тренер — Анатолий Кучеренко. Кандидат в мастера спорта.
На протяжении последних 16 лет тренировал Андрея Замкового. Именно под его руководством хабаровский спортсмен стал бронзовым призером летних Олимпийских игр в Лондоне (2012).
Подготовил известных хабаровских боксеров: Андрея Пакулина, Петра Бирюкова, Николая Егорова, Андрея Таланова, Юрия Мавричева, Дениса Рыбникова, Дениса Аляева. В последние годы — тренер-преподаватель СДЮШОР-6.

«Феликс Константинович около 30 лет посвятил тренерской работе. Он был тренером высшей категории, заслуженным тренером России. Он очень много сделал для бокса в Хабаровске, Хабаровском крае, на Дальнем Востоке и в целом в России. За время своей тренерской деятельности он воспитал целые плеяды мастеров спорта, призеров России в разряде юношей и юниоров, а также боксеров, успешно выступавших на международной арене, — рассказал информационному порталу SETTV.ru президент Федерации бокса Хабаровска Михаил Башарымов. — Таких результатов до настоящего времени не удалось добиться ни одному тренеру по боксу из Хабаровского края». — 

## Награды и звания
В 2012 году ему было присвоено звание заслуженного тренера России.
Награждён медалью ордена «За заслуги перед Отечеством» II степени.